# Свеаборг (фильм)
«Свеаборг» (фин. Viaporin kapina, швед. Sveaborg) — советско-финская двухсерийная художественная историческая драма режиссёра Сергея Колосова по мотивам одноимённой повести Николая Семенкевича. Фильм рассказывает о вооружённом Свеаборгском восстании матросов и солдат, произошедшем 18 (31) июля — 20 июля (1 августа) 1906 года вблизи столицы Великого княжества Финляндского Гельсингфорса и совместной борьбе против самодержавной власти русских и финских революционеров.

## Сюжет
Посвящение во вступительной заставке первой серии:
Август 1905 года…
Поражение царизма в войне с Японией обнажило всю гнилость самодержавного строя России. Невыносимо тяжёлым было положение народных масс.
«Кровавое воскресение» 9-го января послужило началом первой русской революции. Её возглавила Российская социал-демократическая рабочая партия, большевики.
Процесс революционного брожения охватывает рабочие и крестьянские массы, проникает в части Армии и Флота, расположенные в крупных городах и в провинции.
В те годы Финляндия была окраиной Российской империи.
Морские подступы к Хельсинки /Гельсингфорсу/ защищал гарнизон островной крепости Свеаборг…

## В ролях
| Актёр                    | Роль                                                           |
| ------------------------ | -------------------------------------------------------------- |
| Борис Галкин             | Аркадий Емельянов                                              |
| Александр Воеводин       | Евгений Коханский, подпоручик                                  |
| Оке Линдман              | Пахиинтакти, финский социалист                                 |
| Людмила Касаткина        | Валентина Константиновна Емельянова, мать Аркадия              |
| Армен Джигарханян        | Сергей Анатольевич Цион, штабс-капитан                         |
| Николай Засухин          | Сергей Фёдорович Власин, командир роты                         |
| Игорь Горбачёв           | Алексей Петрович Агеев, генерал, командир артиллерии гарнизона |
| Ефим Копелян             | Алексей Дмитриевич Нотара, полковник                           |
| Улдис Лиелдиджс          | Владимир Лайминг, комендант крепости                           |
| Сирпа Рюдман             | Айно Маннергейм                                                |
| Герман Юшко              | Терентий Дитинич, фейерверкер                                  |
| Сергей Савченко          | солдат                                                         |
| Николай Трофимов         | Морозов, фельдфебель                                           |
| Лаури Лейно              |                                                                |
| Пертти Маласниёми        | финский социалист                                              |
| Евгений Тетерин          | Жнов, полковник, начальник штаба                               |
| Галина Иванова[уточнить] |                                                                |
| Михаил Езепов            | товарищ Анатолий                                               |
| Юрий Галин               |                                                                |
| Станислав Симонов        | солдат                                                         |

## В эпизодах
- Ю. Блинков
- О. Вальтер
- Павел Винник — священник
- Шавкат Газиев — солдат
- Дмитрий Днепров — офицер
- Л. Елкканен
- Алексей Зайцев — Власенко, солдат из Псковской губернии
- А. Климачёв
- Людмила Крашенинникова
- Юхани Кампулайнен
- Александр Лёвушкин — офицер, исполняющий романс
- Сергей Лисовский
- Лидия Меньшова
- Пётр Микшиев
- М. Кисканен
- Александр Пашутин — Лытиков, унтер-офицер
- Михаил Погоржельский — Пётр Столыпин
- Е. Паяла
- Юрий Потёмкин — солдат из Вологодской губернии
- Лев Поляков — Николай Николаевич Младший
- Михаил Розанов — солдат
- Анатолий Ромашин — Николай II
- Фёдор Севостьянов
- С. Сердехольм
- Сергей Торкачевский
- А. Тубилевич
- Михаил Туманишвили
- Александр Хотченков
- Виталий Шаповалов — солдат
- Харий Швейц
- Виктор Шульгин — подполковник, командир миной роты
- Владимир Эренберг — капитан корабля
- Александр Петров — солдат из Тверской губернии
- Валерий Павлович Крестьянинов — солдат из Новгородской губернии
- Михаил Бочаров — военный из внутренней охраны крепости

## Съёмочная группа
- Авторы сценария: Сергей Колосов, Пааво Ринтала
- Режиссёр-постановщик: Сергей Колосов
- Главный оператор: Валентин Железняков
- Главный художник: Михаил Карташов
- Композитор: Юрий Левитин
- Звукооператор: Леонид Булгаков (в титрах Л. Булгаков)
- Дирижёр: Эмин Хачатурян (в титрах Э. Хачатурян)
- Режиссёры: Антеро Руухонен, Михаил Туманишвили
- Художник по костюмам: Ганна Ганевская
- Монтаж: В. Янковский
- Художники-гримёры: Н. Балдина, Л. Маркканен
- Художники: Г. Кошелев, Е. Линдфорс
- Художник-фотограф: Л. Естэр
- Комбинированные съёмки:
  - оператор — Ю. Потапов
  - художник — Н. Спиридонова
- Ассистенты:
  - режиссёра — В. Рублёва, А. Панов, А. Ниёми, М. Сойнисто, П. Копонен, Л. Франссила
  - оператора — А. Климачёв
  - художника по костюмам — А. Духавина, М. Траат
- Редактор: И. Виноградов
- Консультанты:

## Рецензии и критика
По заявлению режиссера фильма С. Колосова данный фильм - «продолжение поисков в создании телефильмов на подлинно документальном, реально историческом материале».
По мнению известного финского радиожурналиста Юхани Линдстрема, основной причиной Свеаборгского восстания послужила Первая русская революция 1905—1907 гг., и произвол среди русских офицеров внутри крепости на протяжении многих десятилетий.